# Tự sát vì tình ở Sonezaki
Sonezaki Shinju là một vở kịch Bunraku tự sát vì tình được viết bởi Chikamatsu Monzaemon. Trong khi không phải tác phẩm dầu tay của ông (có lẽ là tác phẩm rối The Soga Successors vào năm 1683) hay tác phẩm nổi tiếng nhất của ông (mà có thể là The Battles of Coxinga), có lẽ nó là vở nổi tiếng nhất trong các "bi kịch nội địa" hay "vở kịch nội địa" (thể loại giả) (sewamono) như Donald Keene mô tả trong các vở non-historical của ông. (曾根崎心中 Sonezaki Shinjū)
Nó được công diễn lần đầu tiên vào ngày 20 tháng 6 năm 1703. Nó đã được diễn lại vào năm 1717, với những cảnh bổ sung bởi Chikamatsu, chẳng hạn như hình phạt của nhân vật phản diện, nhưng phiên bản thường được dịch và biểu diễn là phiên bản 1703.

## Cốt truyện
Sonezaki Shinju là một vở kịch ngắn với ba màn, được trình diễn suốt một ngày một đêm. Hai nhân vật chính của vở kịch gồm nhân viên bán hàng mồ côi tên Tokubei (trong một cửa hàng bán dầu hoặc cũng có thể là đậu nành) và nàng kĩ nữ mà anh đem lòng yêu mến, Ohatsu.

### Cảnh một
Trong cảnh đầu tiên, Tokubei và một người học việc trong "cửa hàng của Hirano trên đường Uchihon" đang kiểm đếm lại danh sách khách hàng, giao hàng và thu hóa đơn, Khi đi đến đền Ikutama (tại Osaka), Tokubei gặp Ohatsu yêu quý của anh, người đã giận anh vì sự lạnh nhạt vì đã không đến thăm hay viết thư cho cô ấy trong một thời gian dài, và cũng không tin tưởng khi cô ấy gặp rắc rối.

Tượng Ohatsu và Tokubei tại đền thờ thần Ohatsu

Nhờ lời bào chữa của cô, Tokubei nói với cô mọi thứ. Chủ của công ty là chú của Tokubei. Sự thành thực, chân thành và kiên định của Tokubei đã gây ấn tượng với ông; ông muốn Tokubei kết hôn với cháu gái của vợ mình. Vì Tokubei yêu Ohatsu nên anh đã lịch sự từ chối. Người chú dù không hề dịu dàng, vẫn cố thuyết phục Tokubei chấp nhận hôn ước này. Ông thỏa thuận hôn ước với mẹ kế của Tokubei, bà nhanh chóng đồng ý và quay về quê nhà - mang theo một của hồi môn đồ sộ mà người chú cung cấp, bao gồm hai kamme (một đơn vị đo bạc). Hai kamme khi đó có giá trị rất lớn; khi được viết vào năm 1960s, Donald Keene ước lượng rằng hai kamme hiện nay có giá trị lên đến $1000).
Thỏa thuận này vẫn hoàn toàn không biết cho đến khi ông tốt nghiệp với ông chú cố gắng để buộc hắn vào hôn nhân. Ông tốt nghiệp với làm cho ông từ chối phân loại và tuyệt đối thời gian này. Chú đang tức điên lên. Ông cháy ông tốt nghiệp với từ công ty, yêu cầu sự trở lại của hai kamme mà ông tốt nghiệp với không có, và nói anh sẽ sống lưu vong ông tốt nghiệp với từ Osaka.
Tokubei đi đến làng của mình và cuối cùng với sự trợ giúp của dân làng, anh lấy lại vàng từ tay mẹ anh và quay trở về Osaka.
Trên đường về nhà, Tokubei bị chặn lại bởi một người bạn thân lâu năm, "Kuheiji người kinh doanh dầu", người đã nói rằng anh ta đang rất cần vay hai kamme nếu không sẽ không thể trả nổi hóa đơn hàng tháng và sẽ bị phá sản.
Vì Tokubei là một người quá tốt bụng và cũng không thực sự cần trả lại hai kamme một vài ngày sau khi Kuheiji hứa sẽ trả lại tiền, nên anh đã đưa nó cho Kuheiji.
Ở đây, Tokubei hoàn thành việc kể lại các sự kiện diễn ra trước khi bắt đầu vở kịch. Ngay khi anh kết thúc, không ai khác chính là Kuheiji mà anh đang nói đến khi bước vào ngôi đền ở đầu một nhóm gồm những người vui vẻ và hăng hái (?).Tokubei nắm lấy cơ hội yêu cầu Kuheiji trả lại khoản nợ đã quá hạn.
Kuheiji thẳng thắn bác bỏ sự tồn tại của bất kỳ khoản nợ nào như vậy. Khi Tokubei đưa ra tờ hối phiếu Kuheiji đã đóng dấu của mình, Kuheiji đã bác bỏ nó, coi nó là một nỗ lực tống tiền, và nói rằng trước khi anh ta đóng dấu giá giao dịch, anh ta đã báo cáo con dấu đã mất.
Tokubei nhận ra rằng anh đã bị lừa hoàn toàn và tấn công Kuheiji. Anh bị đánh bại bởi Kuheiji và những người đi theo ông ta.

### Cảnh hai
Trong khi Tokubei đang hồi phục sau trận đánh và quay trở lại nơi làm việc của Ohatsu, Temma House, Kuheiji đứng đầu ở đó để khoe khoang về sự giàu có mới và lừa đảo thành công của mình, sau khi bận rộn truyền bá câu chuyện rằng Tokubei đã cố gắng tống tiền Kuheiji.
Ohatsu đã nhanh chóng giấu Tokubei dưới tấm áo choàng của mình khi Kuheiji và một vài người bạn kiêu ngạo bước vào. Trong khi Kuheiji tự hào về việc Tokubei chắc chắn sẽ bị hành quyết hoặc bị lưu đày và bằng cách nào anh ta sẽ sở hữu được Ohatsu, Ohatsu và Tokubei giao tiếp qua tay và chân của họ. Họ đã quyết định sẽ cùng nhau tự tử trong ngày hôm sau.
Cảnh hai kết thúc với cảnh họ lén lút trốn ra ngoài trong khi những người canh hầu đang ngủ say.

### Cảnh ba

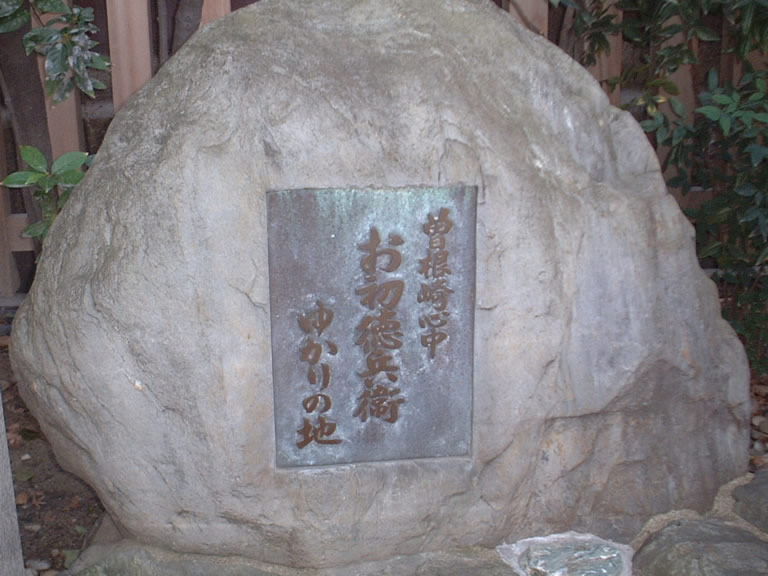
Bia đá tưởng niệm

Cảnh ba bắt đầu với một đoạn hội thoại dài đầy văn vẻ giữa hai con người đang yêu nhau (xem lẫn với vài lời bình luận phàn nàn của người kể chuyện). Cả hai đi vào "khu rừng của Tenjin" (Tenjin là Sugawara no Michizane), và đến một cái cây kì lạ trong đền Sonezaki, với cả cành thông và cọ mọc trên một thân cây đã chết), và đây sẽ là nơi họ kết liễu cuộc đời.
Tokubei trói Ohatsu vào cây. Thật kinh khủng khi mọi cú đâm bằng dao của anh đều đi chệch hướng, nhưng một cú cuối cùng cũng đã trúng cổ cô ấy, và cô bắt đầu hấp hối. Tokubei trước đó cũng đã đâm một nhát vào anh và cả hai cùng chết.

## Thích ứng
Vở kịch đã được chuyển phim một vài lần, bao gồm một bộ năm 1978, và một bộ năm 1981 với những con rối Bunraku. Đền thờ Tsuyunoten ở Osaka, thường được gọi là "Ohatsu Tenjin", có một tượng đài đá kỷ niệm và một bức tượng bằng đồng của Ohatsu và Tokubei.
Một manga chuyển thể của Kawashita Mizuki, có tựa đề "Sonezaki Shinjuu", kể lại câu chuyện một cách tích cực.